# Damir Tvrdić
Damir Tvrdić (Split, 11. srpnja 1968.) je bivši košarkaš i bivši hrvatski reprezentativac. Igrao je na poziciji beka šutera i krila. Karijeru je okončao 2006. godine.

## Igračka karijera

### Klupska karijera
Igrao je za KK Split u svim mlađim uzrasnim kategorijama a u seniorima je nastupao za KK Dalvin (2 sezone), KK Jug Dubrovnik, KK Croatia Line Rijeka, KK Zrinjevac Zagreb (3 sezone), KK Split (5 sezona), KK Aurora Jesi, KK Lugano Tigers, KK Crabs Rimini, KK Zadar (3 sezone).
Reprezentativna karijera:
Nastupao za Hrvatsku reprezentaciju na Igrama dobre volje u Sankt Peterburgu 1994 g. Bio je na užem popisu igrača za Olimpijske igre u Atlanti 1996.
Trofeji;
KK Split
2 kupa Hrvatske (1992, 1997),
KK Zadar
Goodyear liga (ABA liga) (2003.g.),
Prvenstvo Hrvatske (2005.g.),
2 Kupa Hrvatske (2003, 2006),
Lugano Tigers
Prvenstvo Švicarske (2002.g.), Kup Švicarske (2002.g.), MVP Švicarske (2002.g.)

## Poveznice
- Lovre Tvrdić
- Dražen Tvrdić
- Ratomir Tvrdić

## Vanjske poveznice
- Mi Tvrdići: susret s legendama "žutih" (Slobodna Dalmacija)